# لوکاش روسول
لوکاش روسول (به چکی: Lukáš Rosol) (زاده ۲۴ ژوئیهٔ ۱۹۸۵ - برنو) تنیس‌باز اهل کشور جمهوری چک است.
روسول در مسابقات بین‌المللی مهمی شرکت کرده است که می‌توان به قهرمانی در مسابقات تیمی جام دیویس ۲۰۱۲ اشاره کرد، بهترین رتبه وی در رتبه‌بندی جهانی تنیس ۳۳ (۱۳ مه ۲۰۱۳) بوده است.